# بيط بسيط
بيط بسيط (الاسم العلمي: Bittium simplex) هو نوع من الرخويات يتبع جنس البيط من الفصيلة القرطيونية.